# Pelea de gallos

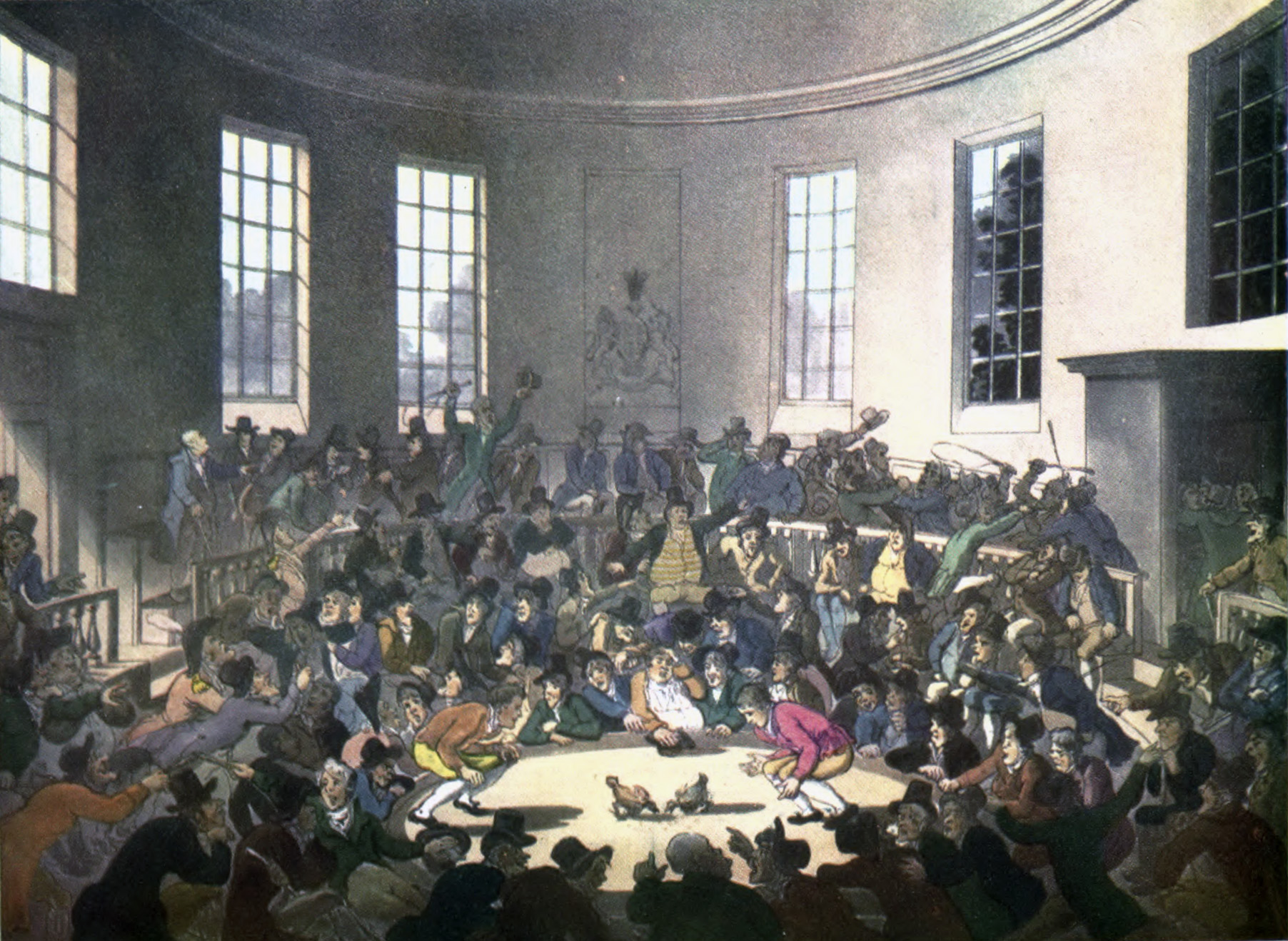
Pelea de gallos en Londres, c. 1808.

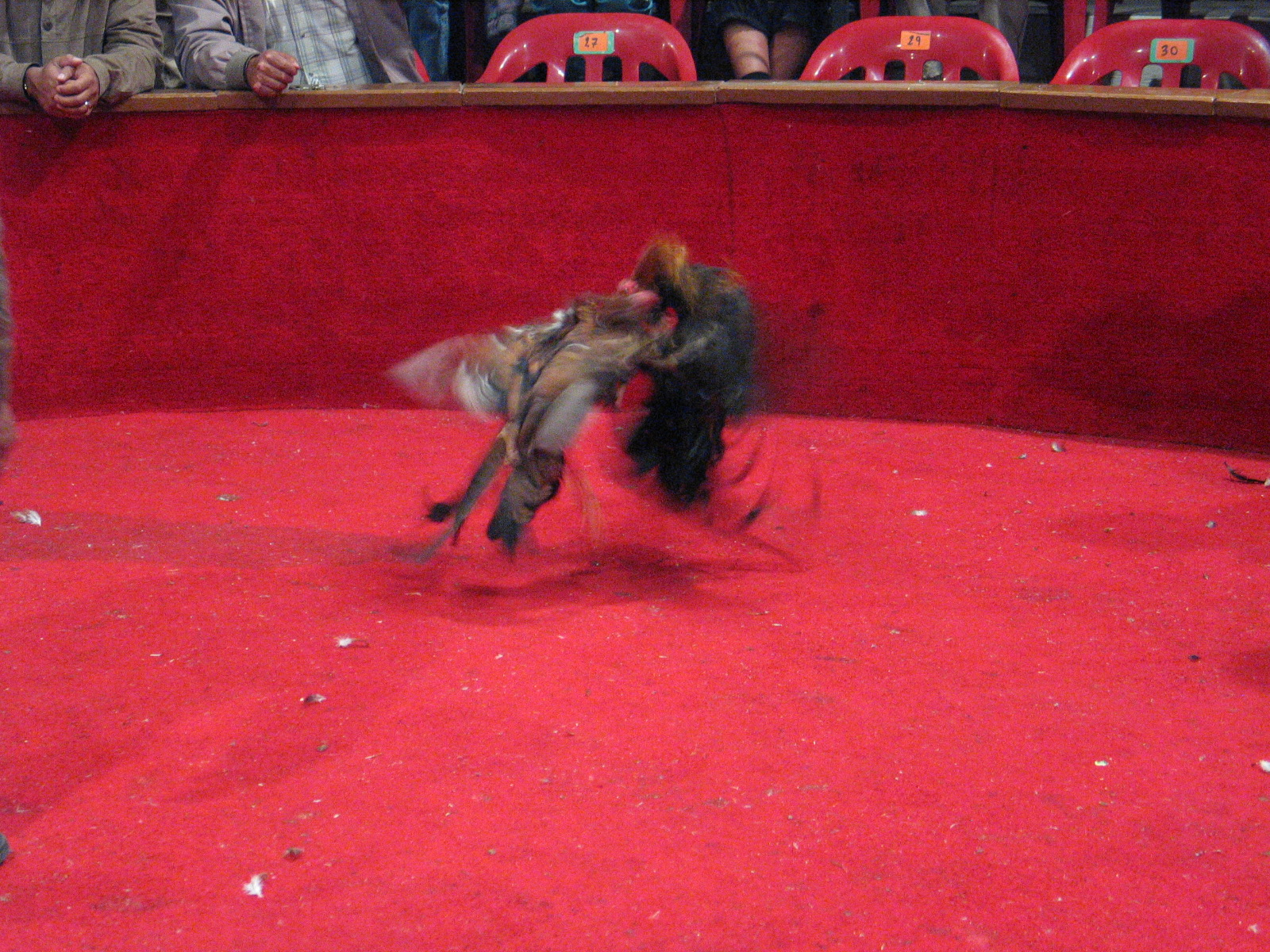
Pelea de gallos en Otavalo, Ecuador.

Una pelea de gallos o riña de gallos es un combate que se lleva a cabo entre dos gallos de un mismo género o raza de aves denominada «aves finas de combate», propiciados por el ser humano para su disfrute y apuestas.  

## Historia
Las peleas más antiguas de las que tenemos noticia ocurrían en Asia. En China ya se celebraban hace dos mil quinientos años y es posible que mil años antes se hicieran en la India. En la Antigua Roma eran usadas para adquirir valentía. Las peleas de gallos ya estaban floreciendo en la Filipinas precolonial, según lo registrado por Antonio Pigafetta, el cronista italiano a bordo de la expedición de Fernando Magallanes en 1521, donde dicha práctica fue presenciada por primera vez. La práctica en dichas islas deriva del hecho de que comparten elementos de las culturas indígenas del sureste asiático y otros, donde las aves de la selva y del tipo oriental de pollo son endémicas. Posteriormente, esta práctica fue llevada a América por los españoles.
Al final del siglo XVIII, en su tratado de historia natural, Buffon nos relata varias tradiciones de peleas con gallos y otras aves..

## Práctica
La arena, ruedo, redondel, palenque o coliseo destinado para ese fin específico se conoce como gallera, donde el ave que demuestra mejores cualidades en el combate se declara como ganadora. Para ello debe dejar a su adversario inhabilitado para seguir peleando. En algunos casos hay gallos con "poca casta" que huyen de la pelea al estar heridos en cuyo caso pierden el combate o la pelea de los gallos.
Los gallos de razas finas o de combate son criados bajo normas de vacunación, alimentación y cuidados especiales para lograr un desarrollo físico ideal y los de mejores cualidades para la riña se someten a un acondicionamiento físico o entrenamiento para llegar en forma a la pelea.
En algunas regiones, en las riñas, los gallos son equipados con espolones artificiales de plástico, carey, hueso de pescado, acero, etc. que permiten que las aves puedan herir a su oponente más fácilmente que con sus espolones naturales. En otras variaciones de riña los espolones naturales son cubiertos con una envoltura de tela o cuero para prolongar el combate. La riña sin espolones artificiales o sin envoltura en los mismos se le denomina como pelea a "talón desnudo". Otra modalidad de arma en la riña de gallos es la utilización de navajas en las patas del animal con medidas y formas variables (desde 1/4 pulgada hasta 4 pulgadas), suplantando de este modo a su arma natural de pelea. 
En Cuba se acostumbra calzar los gallos de pelea con espuelas naturales postizas. La obtención de estas espuelas naturales presupone la crianza paralela de gallos con este único fin, cuyas espuelas son sometidas a un tratamiento muy cuidadoso y prolongado hasta que alcanzan las dimensiones requeridas para su extracción y procesamiento.[cita requerida]

## Tipos de peleas
Las peleas de gallos se pueden clasificar en dos tipos principales:
- Peleas tradicionales: en estas peleas, los gallos se enfrentan en un ruedo circular. Los gallos están equipados con espuelas de acero que pueden causar graves heridas.
- Peleas modernas: en estas peleas, los gallos se enfrentan en una jaula cuadrada. Los gallos están equipados con espuelas de goma que reducen el riesgo de lesiones graves

## Razas
Algunas de las razas más utilizadas en las peleas de gallos son: 
- Gallo malayo: Es una raza de gallos de pelea originaria de Malasia. Son conocidos por su gran tamaño, agresividad y habilidades de lucha. Son aves grandes, con un peso promedio de 3,5 a 4,5 libras. Tienen un cuerpo largo y musculoso, con un cuello largo y un pico afilado. Sus plumas son brillantes y se presentan en una variedad de colores, incluidos rojo, negro, azul y blanco. Son luchadores feroces que utilizan su tamaño y fuerza para su ventaja. Son conocidos por sus ataques rápidos y precisos, y no dejan de pelear hasta que su oponente está muerto. Son aves muy territoriales y pueden ser agresivos con otros gallos. También pueden ser ruidosos y pueden cloquear constantemente.
- Gallo Sweater: Es una raza de gallos de pelea desarrollada por Carol Nesmith en la década de 1970. Son conocidos por su agilidad, velocidad y resistencia. Son aves de tamaño mediano, con un peso promedio de 3 a 5 libras. Tienen un cuerpo largo y delgado, con una cola de tamaño mediano que se riza ligeramente. Sus plumas son brillantes y se presentan en una variedad de colores, incluidos rojo, negro, azul, dorado y marrón. Son luchadores feroces que utilizan su agilidad y velocidad para su ventaja. Pueden esquivar los golpes de sus oponentes y luego contraatacar con un golpe rápido y preciso. También son muy resistentes y pueden seguir luchando incluso cuando están heridos. Son aves muy territoriales y pueden ser agresivos con otros gallos. También pueden ser ruidosos y pueden cloquear constantemente.
- Gallo Old English Game: Es una raza de gallos de pelea originaria de Inglaterra. Fueron criados originalmente para las peleas de gallos, pero han sido criados para la exhibición desde que las peleas de gallos se prohibieron en el Reino Unido en la década de 1950. Son aves compactas y musculosas con una postura erguida. Tienen un pecho ancho, un cuello largo y un pico curvo. Sus plumas son brillantes y se presentan en una variedad de colores, incluidos rojo, negro, azul, dorado y marrón. Son luchadores feroces y tienen una gran resistencia. Son conocidos por su estilo de lucha agresivo y su capacidad para infligir daño a sus oponentes. Son aves muy territoriales y pueden ser agresivos con otros gallos. También pueden ser ruidosos y pueden cloquear constantemente.
- Gallo Kelso: Es una raza de gallos de pelea desarrollada por el criador estadounidense Walter A. Kelso en el siglo XIX. Son conocidos por su inteligencia, su habilidad para entrar y salir de la pelea y su resistencia. Son aves grandes y musculosas, con un peso promedio de 6 a 8 libras. Tienen un plumaje brillante y plumas de cola iridiscentes. Su cabeza es elegante y tiene un pico largo y afilado. No son los gallos más fuertes o más rápidos en el campo de batalla, pero eso no significa que no sean competitivos. Son conocidos por su táctica de entrar y salir, donde el gallo se acerca a su oponente, lo golpea y luego se aleja rápidamente. Esta táctica les permite desgastar a su oponente y luego lanzar un golpe decisivo.
- Gallo American Gamefowl o Roundhead: Es una raza de gallos de pelea originaria de los Estados Unidos. Son conocidos por su temperamento agresivo y sus habilidades de lucha. Son aves grandes, con un peso promedio de 5 a 7 libras. Tienen un cuerpo largo y musculoso, con un cuello largo y un pico afilado. Sus plumas son brillantes y se presentan en una variedad de colores, incluidos rojo, negro, azul-rojo, marrón-rojo, azul, plata, blanco y oro. Son altamente territoriales y tienen increíbles habilidades de lucha y supervivencia. Lucharán sin detenerse hasta que se gane su batalla. Durante las peleas, saltan, vuelan y permanecen activos.

## Controversias

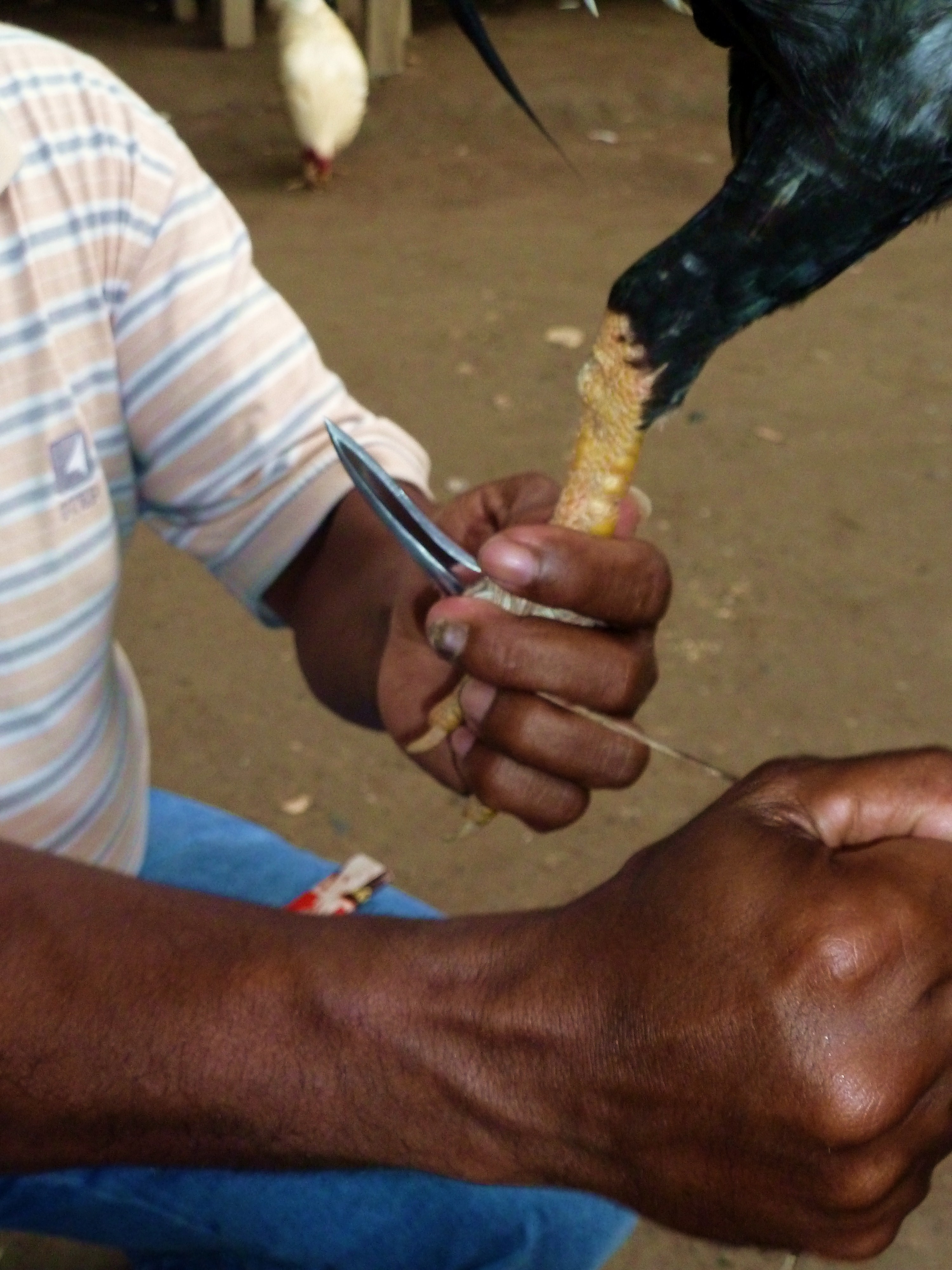
Espolón para pelea de gallos en Timor oriental.

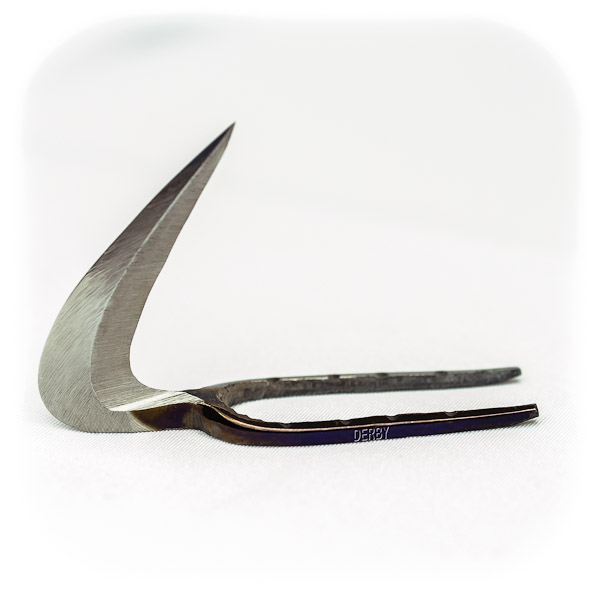
Navaja para pelea de gallos

La pelea de gallos es considerada como un deporte tradicional o afición por algunas personas, mientras que para otras es un caso de crueldad hacia los animales.
La riña de gallos se efectúa normalmente en igualdad de condiciones entre los ejemplares que participan tanto en su peso como su arma (natural o postiza). Según sus partidarios, la finalidad de las riñas es seleccionar al ejemplar que demuestra mejores cualidades para el combate, acción que la realizaría en estado salvaje con el fin de ser el reproductor de su parvada, hasta la aparición de un nuevo oponente o retador ya sea un macho joven o adulto.
Según sus detractores la finalidad principal de las riñas de gallos es en muchos casos el dinero de las apuestas. Señalan también que en la naturaleza sus combates rara vez resultan en heridas, pues antes de morir huyen, posibilidad que en una pelea de gallos se les niega, pues han de pelear por 12 minutos o hasta que uno de los dos, o ambos, mueran. 
Los detractores apuntan a diversos motivos para solicitar su prohibición. Según el responsable de ADENA en Canarias, José Trujillo, las peleas de gallos "causan graves problemas a los animales, y se ha demostrado que sufren y mueren". Respecto al argumento de los criadores de que "(estos gallos) están en una continua lucha jerárquica y su instinto es matar al rival" respondió que "es cierto el hecho de que la rivalidad entre gallos es instintiva, pero otra cosa es que se le entrenen y se les ponga en un sitio específico con el único objetivo de ver cuál desarrolla más sus habilidades" y que "una cosa es la competencia instintiva y otra cosa es propiciar el espectáculo con la pelea y la muerte de los animales".
Desde Ecologistas en Acción afirman que no puede justificarse la celebración de las peleas de gallos con que mantiene la existencia de una especie como afirman algunos partidarios, porque en realidad "este tipo de gallo no es ni mucho menos una especie, sino una raza, resultado de cruces artificiales, y no está fijado su fenotipo". Respecto a las afirmaciones de algunos partidarios de que, a diferencia de la tauromaquia, aquí la lucha es entre iguales, alega que "se olvidan de apuntar que los entrenan para que sean agresivos y que en el momento de la lucha están encerrados en una jaula o en un espacio muy acotado, por lo que los animales no podrían huir, sin embargo esta "jaula" es bastante grande (unos cuatro metros de diámetro, ya que su forma es circular) y al animal que no quiere pelear o combatir se le retira y no se le obliga, pues ante todo está el honor de su criador, cabe decir que los gallos de pelea son considerados como "gladiadores" ya que son adiestrados para seguir sus instintos; los gallos de pelea no son cualquier clase de gallos, pues han sido modificado genéticamente(?) durante muchos siglos al igual que los caballos, perros, canarios y tantas especies de animales, “un gallo de corral común suele vivir poco en cautividad, ya que su fin no es otro que el consumo humano” esta especie de ave de corral generalmente suelen vivir sobre los seis meses y un “gallo de riña puede vivir más de dos años hasta diez años, pues solo está maduro para pelear después de dieciocho meses, es decir ha vivido tres veces más de lo que suele vivir un gallo de otra raza".

## Legislación por país

Leyes sobre las peleas de gallos (cría, organización y asistencia)
Prohibición nacional de peleas de gallos
Prohibición nacional de las peleas de gallos, pero algunas tradiciones locales designadas están exentas
Algunas prohibiciones subnacionales en las peleas de gallos
Peleas de gallos legales
Sin datos

Las peleas de gallos son legales en la mayoría de países latinoamericanos, así como en tres regiones europeas  Andalucía, Canarias y la región francesa de Norte-Paso de Calais, y en países de Asia como Filipinas. En muchos otros lugares, las peleas de animales están prohibidas, basadas en la oposición a las apuestas, la crueldad animal, o ambas.

### Argentina
En la Argentina está prohibida la pelea de gallos, pero la Provincia de Santiago del Estero, una de sus provincias, no sigue esta ley.
La ley nacional 14.346 de 1954 prohíbe explícitamente las riñas de gallos.  Desde 1986, la ley provincial 5574 las permite explícitamente: la Dirección de Deportes provincial extiende los permisos del caso y administra los ingresos generados por la recaudación.[cita requerida]

### Chile
Si bien la ley 20380, sobre protección de animales, no prohíbe explícitamente las peleas de gallos u otros animales, su realización constituye maltrato animal desde su promulgación en 2009. Ello se corroboró en 2011 bajo el decreto 785 del Ministerio de Justicia, donde se declara que:

...el 8 de agosto de 2011 se recibió el Informe Nº 758, de igual fecha, del Consejo de Defensa del Estado, el cual en relación a las consultas referidas precedentemente, señala en su conclusión que: a) "...con la dictación de la ley 20.380, publicada el 3 de octubre de 2009, sobre protección de animales, queda absolutamente prohibida las peleas o riñas de gallos, ya que constituyen abiertamente un maltrato animal"

### Colombia
En Colombia, las peleas de gallos son una tradición, especialmente en la Costa Caribe y en algunas zonas del interior andino. Son reconocidas las peleas de gallos que se organizan durante el Festival de la Leyenda Vallenata en Valledupar, donde se encuentra uno de los escenarios más importantes para esta práctica en Colombia, el Coliseo Gallístico. En agosto de 2010, la Corte Constitucional de Colombia rechazó una demanda que buscaba prohibir las corridas de toros, las corralejas y las peleas de gallos con el argumento de que constituyen un maltrato a los animales. La Asociación Nacional de Criadores de Gallos de Pelea organiza un campeonato internacional de peleas de gallos. Según la Asociación, en Colombia existen más de 3.600 galleras, de las cuales solo menos de diez son legales.
Las peleas de gallos quedaron inmortalizadas y están presentes en toda la novela Cien años de soledad de Gabriel García Márquez en episodios como los hechos que desembocaron en la muerte de Prudencio Aguilar o la afición de José Arcadio Segundo.

### Costa Rica
Las peleas de gallos son ilegales en todo el territorio de Costa Rica desde 1922, tanto por considerarse un peligro de salud pública como un caso de crueldad hacia los animales. Hasta 2017 fue considerado una contravención, pero a partir de ese año se le ascendió a delito penal en la Ley de Bienestar Animal castigado con hasta tres años de cárcel. Según encuestas sobre el tema, el 88% de los costarricenses rechazan las peleas de gallos y las consideran una actividad cruel.

### Cuba
El primer documento oficial que se conoce acerca de las peleas de gallos en Cuba data del 8 de abril de 1737 y consiste en un decreto real solicitando al gobernador un informe sobre si las peleas de gallos podrían tener "inconvenientes con la gente del mar y la tierra" y se piden noticias acerca del arrendamiento del juego.
Este juego se hizo tan común en la época colonial, que en todos los poblados urbanos o rurales se construyeron "vallas", que es como se conocen en Cuba los ruedos creados para este fin.
En La Habana, en el centro de la ciudad, entre el Castillo de la Fuerza y el edificio de la Intendencia, Don Francisco Dionisio Vives, entonces Capitán General de Cuba tenía una gallería para su diversión y la de sus amigos.
Cuando el teniente general español Miguel Tacón y Rosique fuera nombrado por la reina Isabel II de España con el título de gobernador de la "Siempre fiel Isla de Cuba" en 1834, éste puso coto a las peleas de gallos y por una circular fechada el 20 de octubre de 1835 se prohibió el juego de gallos en las tabernas del campo y casas particulares, reduciéndose el juego en las poblaciones a los días festivos solamente.
Años después, Don Leopoldo O'Donnell, quien fue Capitán General de la isla entre 1844 y 1844, dictó el Decreto del 25 de julio de 1844 por el que se prohibían las lidias de gallos en poblados y la asistencia a las vallas de la gente de color e "hijos de familias". El acceso a la gente de color se prohibía, porque en las vallas, con la pasión de la pelea se olvidaban las diferencias sociales, sin reconocer en aquel espectáculo ninguna línea que marcara las diferencias de casta. Además estas actividades eran puntos de reunión para conspirar contra el gobierno español.
Durante casi toda la segunda mitad del siglo XIX se fueron concediendo autorizaciones para establecer vallas de gallos.
En 1899 el entonces gobernador civil de La Habana, el general Juan Rius Rivera, prohibió las peleas de gallos por el Decreto del 31 de octubre de 1899. Y el 19 de abril de 1900 el gobernador de Cuba, el general Leonard Wood, a propuesta de su secretario de Gobernación y Estado, el Dr. Diego Tamayo, emitió la orden militar No.165 prohibiéndose las peleas de gallos desde el 1.º de junio de 1900 en todo el territorio de la isla.
En 1909, el entonces Presidente de la República de Cuba, José Miguel Gómez, para ganar simpatizantes autorizó nuevamente las peleas de gallos y se acordaron reglamentos para su ejecución.
En la primera mitad del siglo XX la legalidad de las peleas de gallos en Cuba sufrió varios altibajos.
Hasta finales de 1967 y principios de 1968 se realizaban peleas en todo el país, pero en interés de eliminar las apuestas se cerraron las vallas y se prohibieron las peleas, aunque no así la crianza de los gallos. Pero en 1980 las autoridades despenalizaron las peleas eliminándolas como figuras delictivas y convirtiéndolas en simples contravenciones.
A partir de entonces se desarrolló un plan estatal a modo de organización empresarial representado por la Empresa Nacional de Flora y Fauna, adscrita al Ministerio de la Agricultura, cuya organización tiene centros de cría, cuidado y recolección de gallos de pelea y agrupa a todos los criadores privados con representación en todas las provincias agrupadas por territorios. La organización programa varias ferias o torneos provinciales y nacionales al año en los meses de enero-abril con el objetivo de probar las crías y la calidad de los gallos, pero sin mediar interés monetario en los resultados de las peleas. La organización empresarial mantiene relaciones comerciales de venta de gallos a criadores de otros países del Caribe, donde son comunes las peleas de gallos.[cita requerida]
Como en todos los demás lugares, la gran mayoría de las peleas son por dinero, pues a estos gallos, deportistas de alto rendimiento y sin voluntad propia, se les dedica grandes sumas de tiempo, alimento, medicinas, entrenamiento y cuidados especiales, que por tanto hay que no batarlos en una pelea en que tu gallo puede resultar dañado y hasta muerto. Además hay que pagarle al cuidador, al vallero, al veterinario, etc.
En las apuestas es recomendable apostar una cierta cantidad contra el gallo propio.

### Estados Unidos
En los Estados Unidos, las peleas de gallos fueron prohibidas en los 50 estados. El último en ilegalizarlas fue Luisiana en 2008. Treinta estados y el Distrito de Columbia han declarado ilegal la posesión de gallos con propósitos de pelea. También es ilegal ser espectador de una pelea de gallos en 40 estados. A nivel federal el Acta de Protección de Animales establece como ilegal el transporte interestatal de gallos a áreas que prohíben las peleas de gallos.
Aun cuando las peleas de gallos son ilegales en la mayor parte de Estados Unidos, se sabe que toman parte peleas de gallos ilícitas a nivel nacional. La aplicación de la ley ha indicado que apuestas ilegales se llevan a cabo en las peleas de gallos, y que miles de dólares cambian de manos durante estos eventos. Los ingresos de las peleas normalmente no se reportan en la recaudación de impuestos. Las autoridades también han notado que la distribución de drogas ilegales está conectada a las peleas de gallos: investigaciones de actividades sobre tráfico de drogas usualmente conducen a peleas de gallos.[cita requerida]

### México

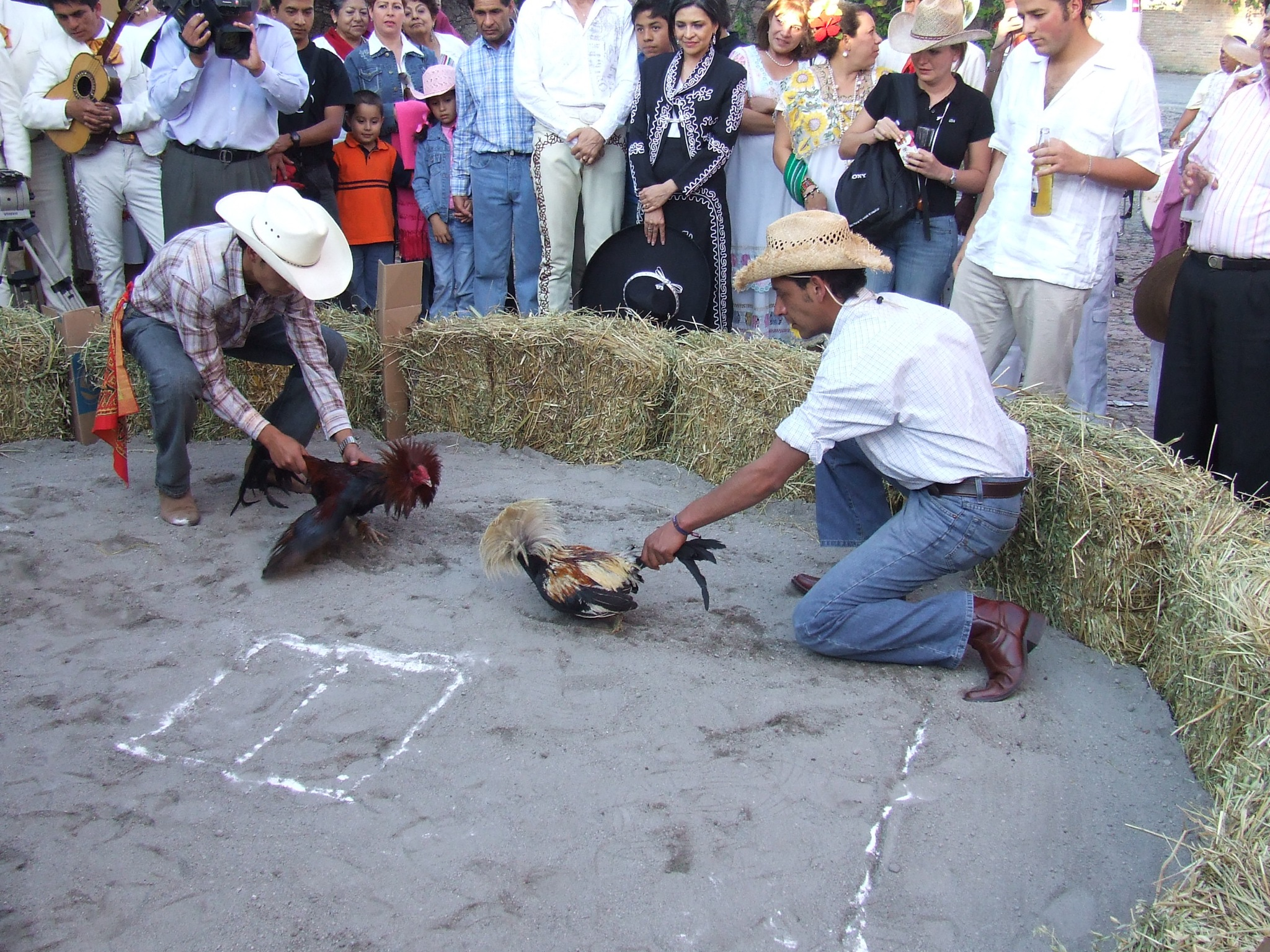
Pelea de gallos en México.

En México, las peleas de gallos forman parte de la cultura y tradiciones de la mayoría de los estados, las aves combaten distinguiendo al partido que las aporta mediante los colores rojo y verde por eso suele ser común ver colgar del cinturón un pañuelo o distintivo alusivo a estos colores, además de ser un negocio en donde se combinan la venta, el espectáculo de los gallos y los espectáculos musicales. En casi todas las ferias y fiestas regionales de los municipios del país se llevan a cabo, en recintos llamados «palenques» de gallos. Estos constan de un ruedo hecho de madera denominado anillo cuyo centro se encuentra repleto de tierra compactada para el mejor desempeño de los gallos. En el centro es marcado con cal un cuadro de 4 metros por lado y unas líneas que atraviesan de centro a centro cada lado. Finalmente es marcado en el centro de esta arena el último cuadro, que mide 40 cm de lado, a donde se llevan los gallos la tercera vez que se sueltan. Los estados mexicanos donde las peleas de gallos son más comunes son Michoacán, Aguascalientes, Jalisco, Sinaloa y Veracruz, solo existe prohibición en la capital del país, Ciudad de México, en Sonora, en Coahuila desde el 11 de septiembre de 2012  y en Veracruz desde el 6 de noviembre de 2018.
En la novela corta El gallo de oro, del escritor mexicano Juan Rulfo, el pregonero pueblerino Dionisio Pinzón sale de la pobreza gracias a las victorias de un gallo que, moribundo, le habían regalado y que él cuida diligentemente hasta la recuperación de la salud por parte del ave.[cita requerida]

### Perú

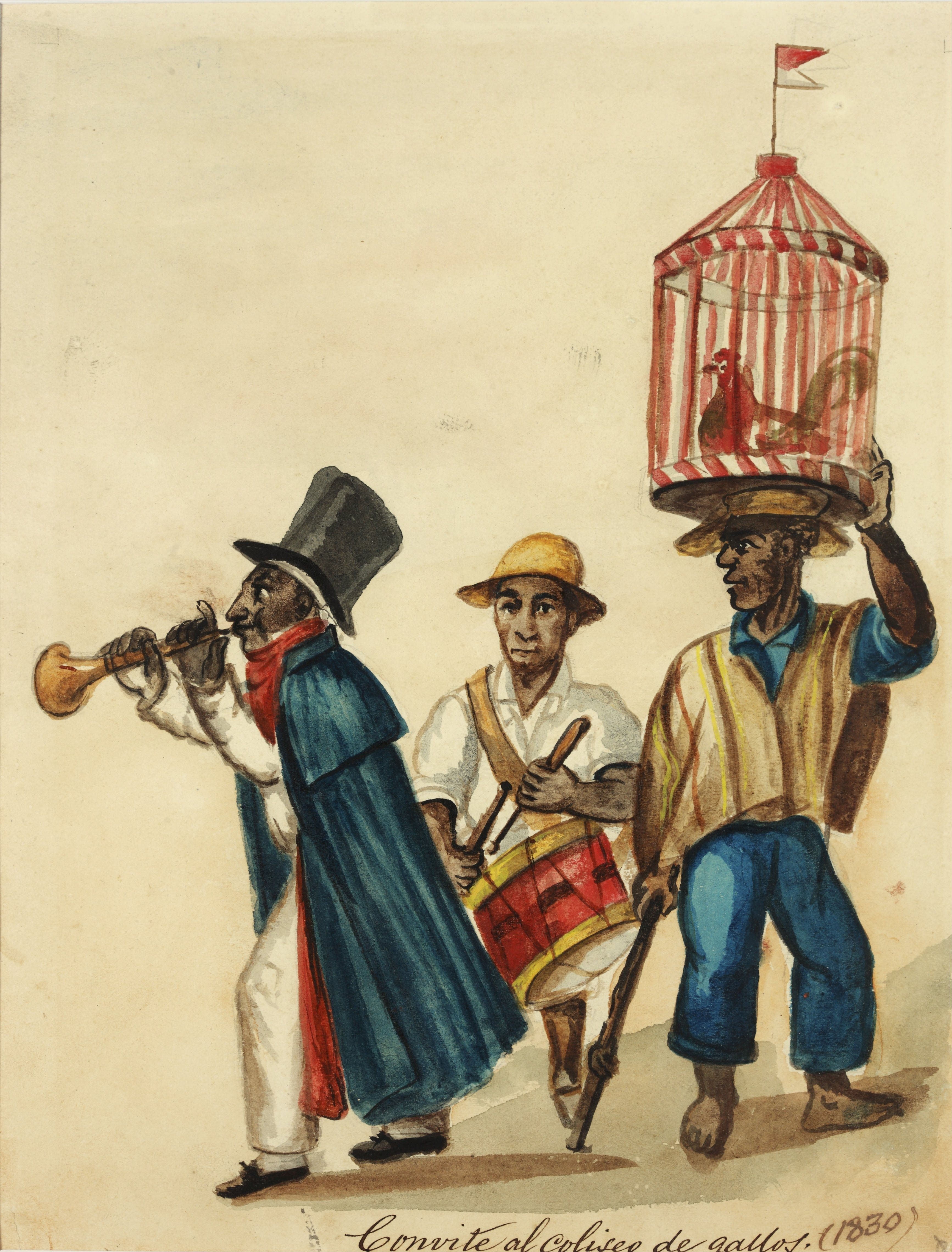
"Convite al coliseo de gallos" (Pancho Fierro, 1830)

En el Perú también están permitidas; como se relata en la obra de Abraham Valdelomar, El Caballero Carmelo. El espectáculo se lleva a cabo en coliseos, los cuales tienen como ambiente principal a un ruedo de arena accediendo a este por medio de tres ingresos (Juez, derecha e izquierda); de estos últimos emergen los gallos con sus respectivos careadores, y el juez tiene como elemento principal de careo una tabla de madera. Los campeonatos en el Perú se dividen en dos: Campeonatos de a Pico y espuela con un gallo con semejantes características de países Americanos y, campeonatos a Navaja cuyo peso y tamaño del gallo difiere de los anteriores, siendo un campeonato a libre peso, cuyo gallo recibe el nombre de Gallo Navajero Peruano, utilizando un arma llamada "hoja de olivo" hecha de acero, y cuyos campeonatos más importantes se encuentran en el Departamento de Lima (Coliseo Sandía, Coliseo El Rosedal, Coliseo Abraham Wong, Coliseo Círculo Gallístico del Perú y Coliseo el Valentino de la Asociación de Criadores de Gallos a Navaja en el Perú)                                                      .

### Puerto Rico
En Puerto Rico, a diferencia de los Estados Unidos, las peleas de gallos continúan siendo legales, al igual que en otros territorios estadounidenses como Guam y Las Islas Vírgenes. Una legislación presentada en el Congreso (ley PACE, por sus siglas en inglés) prohibiría las peleas de animales en los territorios, pero la misma no ha sido aprobada. En Puerto Rico, la pelea de gallos es popular y es considerado un "deporte nacional". Según un reporte del Servicio de Parques Nacionales, este genera alrededor de $100 millones al año. En la Isla, hay cerca de 200,000 aves de pelea al año. El Club Gallístico de Puerto Rico regula 87 clubes, pero existen muchas otras operaciones clandestinas no reguladas por el gobierno.
La Ley para la Prohibición de Peleas de Animales aprobada en 2007, es una ley federal que convirtió en delito federal la transferencia de implementos de peleas de gallos a través de las fronteras estatales o nacionales y aumentó la pena por violaciones a tres años de prisión. Se aprobó en la Cámara de Representantes 368-39 y en el Senado por consentimiento unánime y fue promulgada por el presidente George W. Bush.
La Ley para el Bienestar Animal fue enmendada de nuevo en 2008 para incluir algunas disposiciones en P.L. 110-246. Estas disposiciones endurecieron las prohibiciones sobre las actividades de peleas de perros y otros animales, y aumentaron las penas por violación de la ley.

### República Dominicana

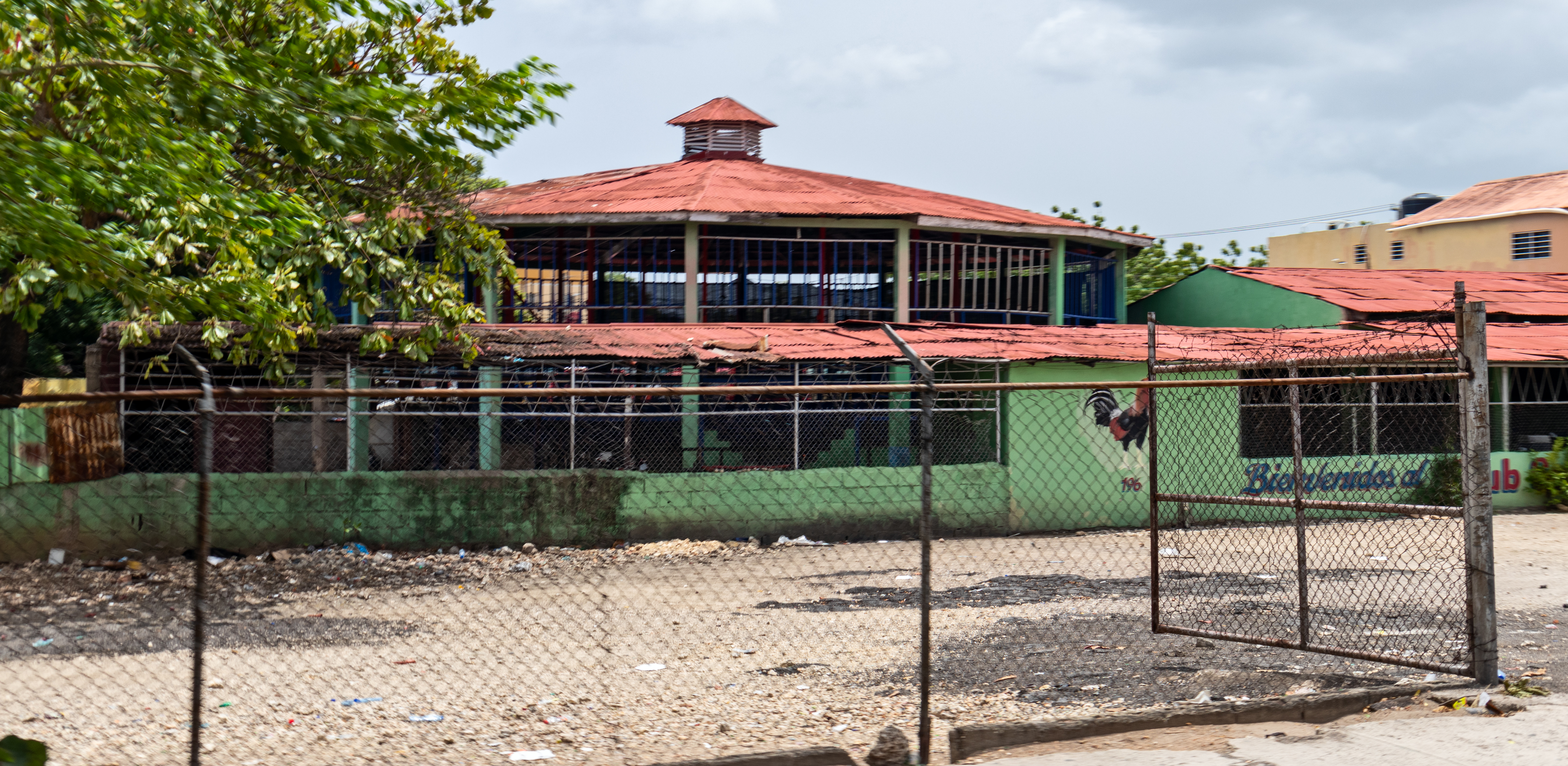
Club Gallístico en La Romana, República Dominicana en 2022

En la República Dominicana esto es un deporte legal, los criadores llevan a sus gallos a pelear en las galleras, se apuestan grandes cantidades de dinero; estas apuestas se hacen verbalmente sin ningún boleto o comprobante, sólo con el respeto a la palabra.
Es común ver a deportistas de la MLB, grandes empresarios e industriales; incluso doctores e importadores automovilístico disfrutando de las peleas de gallos.
En este mismo país se llama trabero a quien cuida o da entrenamiento al gallo, gallera al lugar donde se disputan las peleas, traba al lugar donde se entrenan estos animales y coliseo a una gallera de un nivel mucho más alto. Hay varios coliseos alrededor del país: Santo Domingo (su capital), Santiago de los Caballeros, Puerto Plata, San Francisco de Macoris, entre otros.
Ha habido torneos patrocinados por compañías millonarias y se ha invitado a galleros de Puerto Rico y otros países de América Latina a participar en dichos torneos. Hay que destacar que las peleas de gallos son muy habituales en la República Dominicana y están reguladas por el ayuntamiento de su municipio cabecera.
En el año 1996, el Gobierno, por ley, prohibió el uso de las espuelas hechas con concha de carey y se introdujeron para la venta las espuelas plásticas en todo el país, esta medida era para proteger el carey que se encuentra en vía de extinción.

### Europa

#### Bélgica
Bélgica era una de las zonas de Europa con más tradición de peleas de gallos, y uno de los últimos países en prohibirlas. En 1929 el gobierno belga decidió prohibir las peleas de gallos en todo el territorio. Desde 1991, la ley belga relativa a la protección y bienestar animal dispone que todo el que participe de la manera que sea, incluido como espectador, es culpable de maltrato animal y puede ser condenado a seis meses de prisión y 5 000 euros de multa. En el caso de los criadores se puede añadir una prohibición de poseer cualquier tipo de gallo. Esta legislación no se aplica a los aficionados que se limitan a viajar regularmente, desde 1929, a Francia para asistir a las peleas de gallos en los reñideros franceses del departamento de Norte-Paso de Calais.
En la parte francófona de Bélgica (Valonia) siguen existiendo numerosas asociaciones de aficionados a las peleas de gallos, que organizan conferencias y tertulias en Bélgica. Estas mismas asociaciones organizan viajes en autobús para asistir a las peleas de gallos en Francia, en acuerdo con los reñideros franceses que cuentan con antenas en Bélgica. En la actualidad el 40 % de los miembros de la Federación de Galleros del Norte-Paso de Calais (el lobby de peleas de gallos francés) vive en Bélgica. En 1988, la policía belga estimó en 18 000 el número de belgas que pasaban regularmente la frontera, con sus cestas de gallos, para participar en las peleas de gallos en el norte de Francia.
En algunos reñideros franceses la organización y asistencia a las peleas de gallos es en su casi totalidad belga. Así es el caso del reñidero de Wannehain, gestionado por la Asociación de Galleros del Valle de Marche (región de Valonia) o del de Mouchin, que se encuentra a 700 metros de la frontera belga.
En 1991, la prensa belga, en reacción a un reportaje de la RTBF con el nombre de Au Nom de la Loi acusaba a las fuerzas del orden belga de connivencia habitual y desde hace décadas con las peleas ilegales de gallos. El Ministro del Interior Louis Tobback respondió dando instrucciones para que se aumentara la presión sobre los organizadores de las peleas.
En la actualidad la policía belga decomisa regularmente de gallos de pelea, cuyo fin es criarlos en Bélgica para su uso en las peleas de los reñideros franceses. La prensa ha llamado la atención al hecho de que estos criadores suelen contar con la pasividad de los veterinarios belgas, que ponen a los gallos las vacunas contra la enfermedad de Newcastle, que exige Francia a los gallos de pelea.
También han aumentado las condenas a personas que organizan peleas de gallos sobre el suelo belga. Estas suelen darse de manera regular en las zonas del Limburgo Flamenco y en la frontera francesa, entre Mouscron y Wattrelos.
Los gallos de pelea de raza belga son originarios de las Indias orientales y fueron importados a Bélgica por los ingleses.

#### España

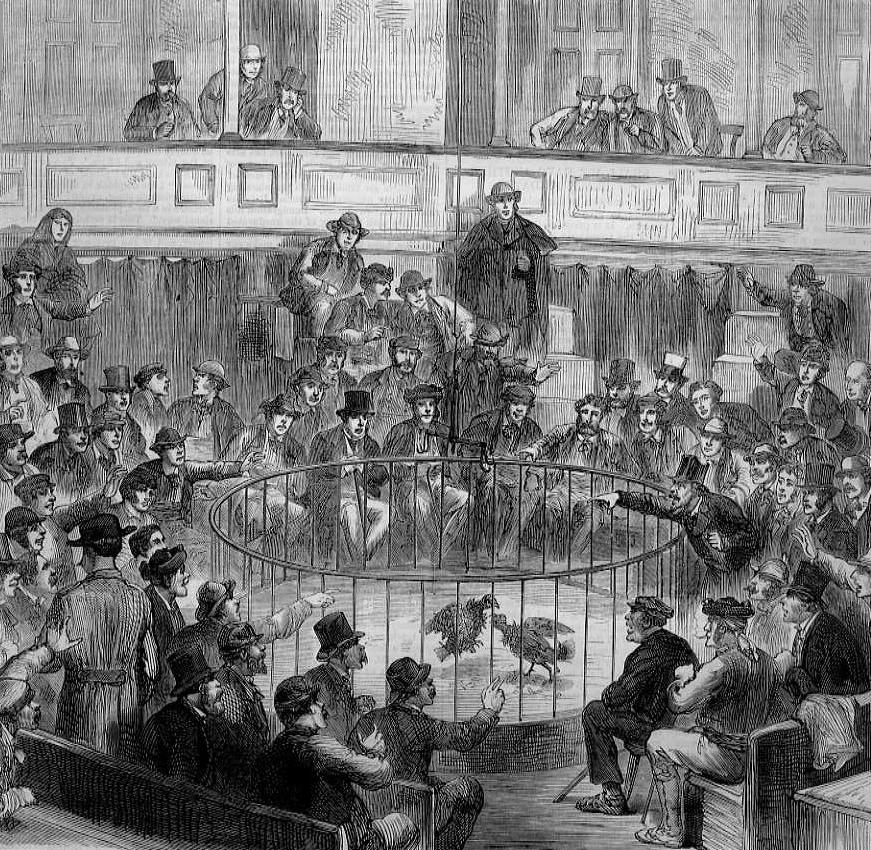
Pelea de gallos en Madrid, según un grabado publicado en el semanario estadounidense "Harper", en septiembre de 1873.

En España, la legislación sobre bienestar animal está descentralizada en su mayor parte y depende de las Comunidades Autónomas. Así, las peleas de gallos están prohibidas por los parlamentos de todas las Comunidades Autónomas a excepción de Canarias y Andalucía. En Canarias las peleas de gallos están permitidas sólo en aquellas localidades donde se hayan ido celebrando tradicionalmente.

Algunas organizaciones ecologistas y políticas se oponen a que se celebren este tipo de actividades y propugnan una prohibición en la totalidad del territorio español. Las apuestas son ilegales, si bien siguen realizándose clandestinamente en algunos sitios.

##### Andalucía
La Ley andaluza 11/2003 prohibió las peleas de gallos con la excepción de las organizadas con el objetivo de la "selección de cría para la mejora de la raza y su exportación realizadas en criaderos autorizados con la sola y única asistencia de sus socios". Así pues la justificación legal de las peleas de gallos modernas se basa en la necesidad de criar y seleccionar los gallos de la raza andaluza llamada "Combatiente Español" o "Jerezano", los cuales se exportan a Hispanoamérica.
Siguiendo con la tradición andaluza de no dejar morir al gallo en el reñidero, una resolución de 2004 terminó de configurar el marco legal y distingue las "peleas de gallos" (ilegales) de la "riñas de gallos". Se consideran peleas de gallos, los enfrentamientos en los que los gallos combaten a muerte. En las riñas, las peleas se convierten en tientas para la selección, tienen que durar como máximo 25 minutos y el combate se termina cuando un gallo "pone la pechuga en la tierra".
Así la resolución de 2004 deja claro que sólo las peñas o asociaciones de criadores de gallos inscritas en los registros de la Junta de Andalucía pueden organizar las tientas, que "no tendrán bajo ningún concepto la consideración de espectáculo público o actividad recreativa". Por ello, a diferencia de su situación en Canarias, está prohibido televisar las riñas de gallos. Las apuestas con dinero y la publicidad de las riñas también están prohibidas.
Además se exige que los gallos deben estar registrados en las Oficinas Comarcales Agrarias de la Junta de Andalucía, tener tatuados en las dos alas sus números de registro, socio, orden en el gallinero y año en curso y las espuelas no pueden medir más de 20 mm. Los gallos que no cumplen estos requisitos no pueden ser trasladados fuera de su gallinero.
Las peleas sólo se celebran en el reñidero habilitado en la localidad, aunque algunas localidades de la Bahía de Cádiz, donde hay una gran afición, disponen de más de un reñidero oficial. Los reñideros deben tener pólizas de responsabilidad civil y certificados de seguridad e higiénico-sanitario. Por ello, el reñidero debe estar preparado para evitar la gripe aviar y para la recuperación veterinaria de los gallos dañados después de la pelea, pues su objetivo legal es la supervivencia del gallo para que pueda ser exportado.
En Andalucía para poder asistir las "riñas" o "tientas" se exige ser mayor de 16 años y, a diferencia de las corridas de toros, ser miembro de una peña gallística o criador federado. Por ello los reñideros no están abiertos al público en general, sino sólo a los miembros de la peña gallística. Además, para convertirse en socio de una peña es costumbre ser introducido por otro miembro de dicha peña o ser miembro de una familia que habitualmente ha criado gallos o ha tenido miembros en la peña. Por ello, a pesar de que la Federación Andaluza de Defensores del Gallo Combatiente Español cuenta con 28000 miembros y aunque las riñas de gallos son legales, son un espectáculo muy desconocido para la mayoría de la población andaluza. Las riñas de gallos en Andalucía tuvieron una gran crisis de popularidad a partir de mediados de los setenta, pero su popularidad ha aumentado en los últimos 10 años, coincidiendo con la aparición de su nueva regulación en 2004 y el aumento de las exportaciones de gallos al extranjero.
El Servicio de Protección de la Naturaleza de la Guardia Civil (SEPRONA) es el organismo encargado de velar por el cumplimiento de la normativa sobre las peleas de gallos en Andalucía. También existe una Federación Andaluza del Gallo Combatiente Español, la Unión de Criadores del Gallo Combatiente Español y el Libro Genealógico del Gallo Combatiente Español.
La zona que se encuentra entre Jerez de la Frontera, Sanlúcar de Barrameda y Chiclana de la Frontera es la zona con más afición gallística y con más criadores de gallos, pues cuenta con 9.000 criadores de gallos, agrupados en 22 peñas. Los pueblos están llenos de corrales y de azoteas en los que los particulares crían sus gallos. Esta zona de Cádiz cuenta con el 80% de los gallos de tipo Combatiente Español que España exporta a Francia y a Latinoamérica, en donde a estos gallos se les llama "Jerezanos".

##### Islas Canarias
En Canarias las peleas de gallos solo son legales en aquellas localidades que tradicionalmente lo vienen haciendo, si bien sólo se realizan en lugares tradicionales denominados galleras, organizadas por las propias organizaciones de cuidadores de gallos (galleros). No cuentan con ayudas públicas ni publicidad. 

##### Región de Murcia
En la Región de Murcia las peleas de gallos son ilegales. Sin embargo, la comunidad tiene una enorme tradición gallística y son frecuentes las redadas de criadores y asistentes a las peleas de gallos.

#### Francia

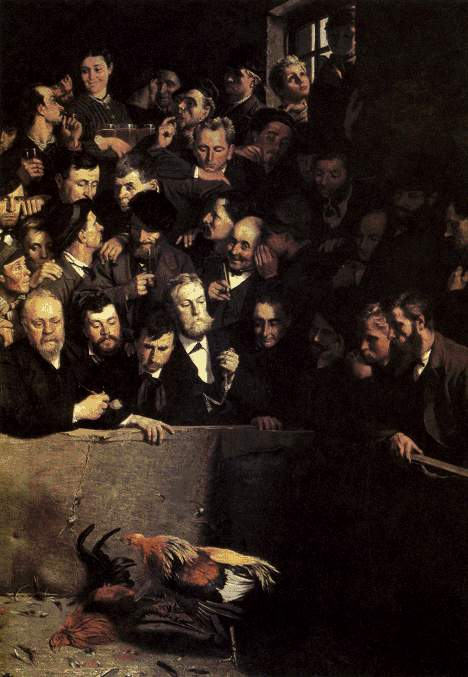
Pelea de gallos (1882), del pintor flamenco Emile Claus.

En el siglo XIX se extienden por toda Europa leyes de prohibición de peleas de gallos. En Francia aparece la ley Grammont de 1850 que prohíbe las peleas de gallos. En ese momento sólo hay constancia de la existencia de una tradición popular de peleas de gallos en el Norte-Paso de Calais, es decir en el llamado Flandes francés. Las peleas de gallos estuvieron muy enraizadas en esa zona durante los siglos XVI y XVII, durante la dominación española, antes de que el Flandes francés se separara del resto de Flandes y se anexionara a Francia.
Desde 1850 hasta 1963, aunque las peleas de gallos eran claramente ilegales en toda Francia, no se llega a condenar judicialmente nunca a nadie por organizar peleas de gallos en el departamento Norte-Paso de Calais, donde las autoridades francesas siempre las toleraron. Para acabar con esta impunidad e incongruencia legal, por ley de 1963 las peleas de gallos pasaron a ser delitos castigados con penas de cárcel en todo el territorio francés. La criminalización de las peleas de gallos provocó la movilización de la opinión pública del departamento de Norte-Paso de Calais, llegándose a recoger 100.000 firmas pidiendo una excepción legal que permita las peleas de gallos en Norte-Pas de Calais.[cita requerida] El general De Gaulle, presidente de la República en aquel momento, tomó partido a favor de la introducción de una excepción en Código Penal que permitiera las peleas de gallos en el departamento del Norte-Paso de Calais y llegó a decir: "Puesto que nos comemos a los gallos, hará falta que mueran de una manera u otra". Hay que tener en cuenta que el general De Gaulle, originario de dicho departamento, tuvo un padre muy aficionado a las peleas de gallos, y que las había vivido desde niño. Así en respuesta a la movilización de los galleros flamenco-franceses y a la presión del presidente de la República, el general De Gaulle, la Asamblea Francesa introduce en 1964 una excepción para las "zonas donde se considera que ha habido una tradición constante e ininterrumpida" de peleas de gallos. Esta excepción, que permite las peleas de gallos, afecta en la actualidad en el territorio metropolitano europeo francés únicamente al departamento del Norte-Paso de Calais, y en la Francia de ultramar: a las islas de la Reunión y parte de las Antillas Francesas y de la Polinesia Francesa. Esta excepción legal para las peleas de gallos, se encuentra en la actualidad en el subpárrafo 3 del artículo 521-1 del Código Penal Francés, que también se aplica a las corridas de toros en los lugares donde ha habido tradición constante e ininterrumpida de corridas de toros.
El lobby gallista metropolitano francés se organiza en torno a la revista mensual "Le Coq Gaulois" (El Gallo Galo) y a la Federación de Galleros del Norte-Paso de Calais, que cuenta con 5000 criadores.
La ley de 1963 prohíbe la construcción de nuevos gallódromos, que es como se llaman en Francia a los reñideros de gallos. Todos los gallódromos pertenecen al bar-bistró al que están anexos y no a la Federación de Galleros. Por ello, el futuro de un gallódromo está íntimamente ligado a la voluntad del dueño del bar-bistró que lo posee, el cual lo puede cerrar si así desea. Es así, como muchos gallódomos han cerrado como consecuencia de la venta del bistró y el desacuerdo de un nuevo propietario con las peleas de gallos.
A diferencia de lo que ocurre en Andalucía, la asistencia a las peleas de gallos es libre y abierta a todo el público, previo pago. Es decir, para asistir a una pelea de gallos no hace falta ser miembro de la Federación de Galleros del Norte-Pas de Calais o de una peña gallera del estilo del "Club Français des Combattants du Nord". El papel de éstas instituciones es, como el de una peña de tauromaquia, de simple apoyo y promoción. En las peleas de gallos en Francia, el combate finaliza con la muerte de uno de los gallos. Lo cual no significa que los combates sean largos, pues se permite a los gallos llevar capuchas, espolones y otras armas letales añadidas al cuerpo, que aceleran el fin del combate por la rápida muerte de uno de los gallos. Cuando al cabo de un tiempo ningún gallo ha matado al otro, se sacan los gallos del ring y al gallo que ha perdido se le da muerte por el dueño y se vende como comida. En general un combate suele durar una media de doce minutos.
Para saber dónde y cuándo se van a celebrar las peleas basta con contactar por teléfono con el dueño del bar-gallódromo o leer el programa de "Le Coq Gaulois".
En la actualidad el departamento de Norte-Paso de Calais cuenta con un turismo de aficionados británicos a las peleas de gallos, que practican de esta manera su afición prohibida en el Reino Unido. En los últimos años varios aficionados británicos han sido arrestados en la aduana británica por contrabando de gallos de pelea o por introducir material para las peleas de gallos que tienen lugar en Francia. La persecución en la aduana británica ha llevado al reciente establecimiento de criaderos británicos de gallos de pelea en el departamento del Norte-Paso de Calais, cuyos propietarios viven en el Reino Unido. Mayor aún es la afición de origen belga, especialmente la francófona, que cruza la frontera para asistir regularmente a las peleas en Francia desde que se prohibieron las peleas de gallos en Bélgica en 1929. La afición belga sigue reuniéndose en torno a clubs galleros y asociaciones belgas, las cuales no tienen ninguna actividad en Bélgica fuera de las simples reuniones para organizar los viajes a Francia y las tertulias. Así, muchos gallódromos franceses cuentan con puntos de contacto en Bélgica, donde los aficionados belgas pueden organizarse para ir a Norte-Paso de Calais. El Estado francés exige que todos los gallos de origen extranjero que entren en Francia para participar en las peleas de gallos estén vacunados contra la enfermedad de Newcastle, al igual que se exige a los gallos franceses.
En 2010, llevados por el ejemplo de la prohibición de los toros en Cataluña, fue presentada a la Asamblea Nacional francesa una propuesta para abolir la excepción que afecta a las corridas de toros en Francia y a las peleas de gallos en Norte-Paso de Calais. La propuesta contó sólo con el apoyo de 57 diputados.
El departamento de Norte-Paso de Calais tiene su propia raza originaria de gallos de pelea, llamada "Combatiente del Norte" (Combatant du Nord), que se exportan a Vietnam y en una parte mucho menor a Hispanoamérica. La Sociedad Central de Avicultura de Francia reconoce tres tipos de raza de gallos del tipo Combatiente del Norte: grande, pequeño y enano. Estas razas han aparecido en Francia como sonsecuencia de siglos de tradición de organización de las peleas según la categoría de peso. La asociación oficial de criadores se Combatientes del Norte, con sede en Maisnil-les-Ruitz, sólo acepta como gallos Combatientes del Norte lo que tienen las siguientes características: cresta simple, mofletes rojos, ojos rojos o naranjas, piel amarilla, tarsos oliva o amarillos y plumajes dorado asalmonado, azul asalmonado dorado, plateado asalmonado, negrodorado, negro plateado, azul dorado, azul oscuro, azul blanquado o azul enrojecido.

#### Reino Unido
En el caso de la Inglaterra antigua, las peleas de gallos, junto con el deporte barbárico de lanzamiento de gallinas, era la diversión principal en el Shrove Tuesday (día martes feriado). Las peleas de gallos se prohibieron en 1835 en todo el Imperio Británico con la excepción de Escocia. En Escocia, donde la tradición de las peleas de gallos estaba más arraigada, la prohibición data de 1895.
Según la Real Sociedad para la Prohibición del Trato Cruel a los Animales (Royal Society for the Prevention of Cruelty to Animals) todavía existen peleas de gallos ilegales, pero su seguimiento ha disminuido fuertemente en los años recientes. Existe, sin embargo, un turismo de aficionados, que van al departamento de Norte-Paso de Calais (Francia) para asistir a las peleas de gallos que son legales allí.
La prohibición de las peleas de gallos ha dado lugar a la cría de castas desarrolladas para demostraciones del espectáculo u otros propósitos, siendo notables las razas Modern Game (su característica son piernas extremadamente largas) y Old English bantam (está entre las razas más pequeñas de gallinas). Un ejemplo más importante es el Cornish (desarrollado a partir de la casta Asil) que forma parte de la cría de Fryer/Broiler.

## En el arte y la cultura popular

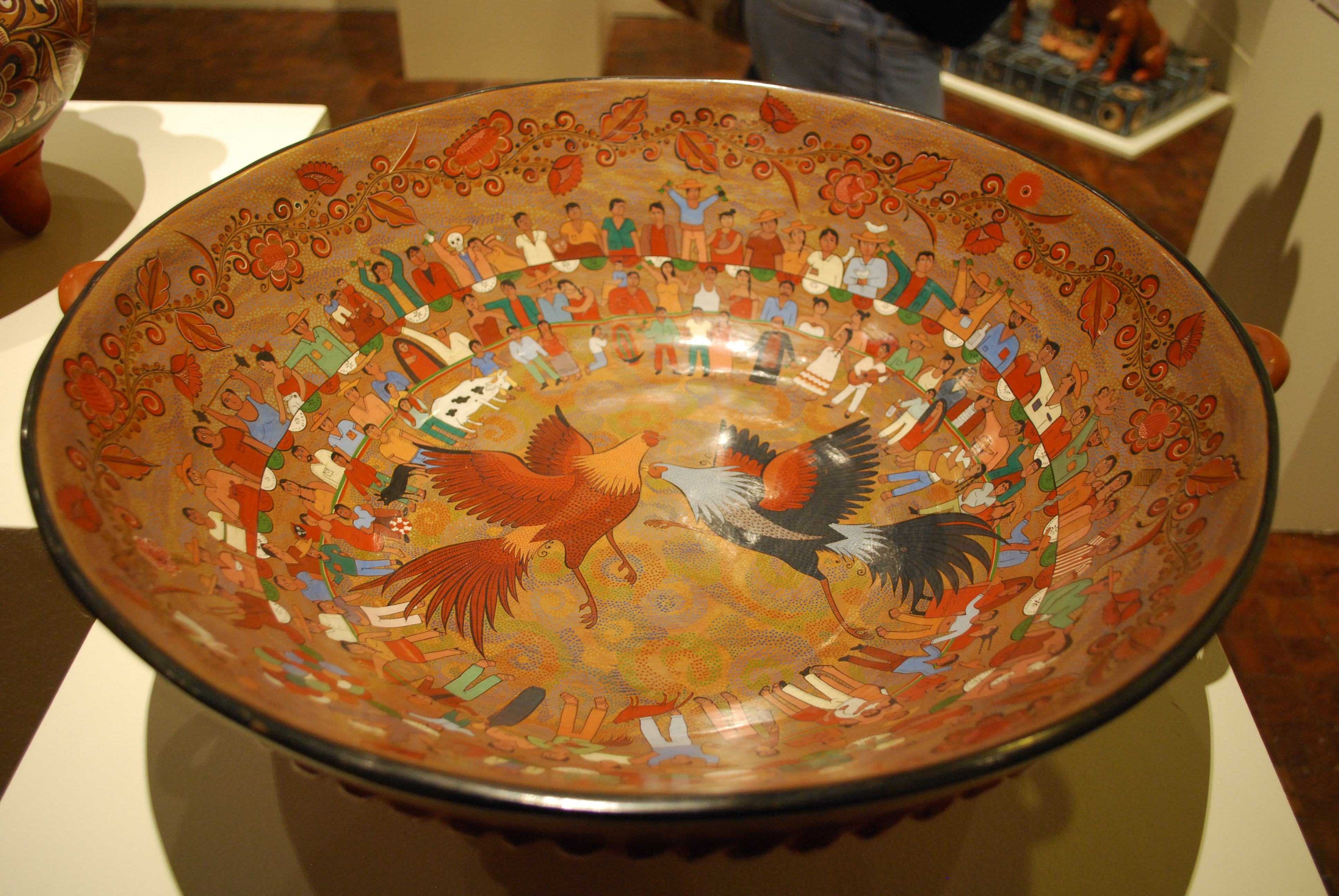
"Entre Gallos" en barro bruñido por José Ángel Santos Juárez

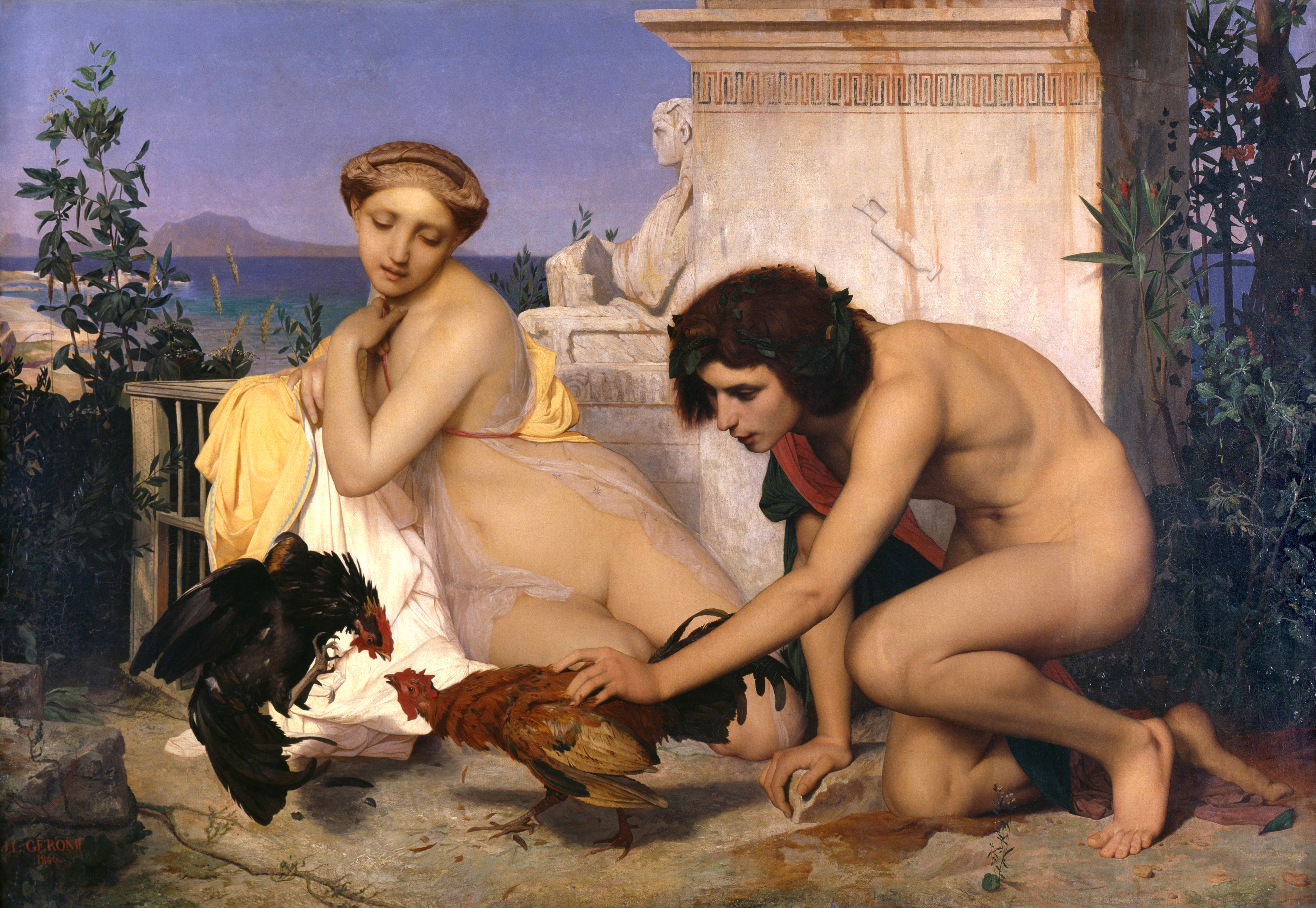
Pelea de gallos, por Jean-Léon Gérôme.

En 1759, el artista inglés William Hogarth publicó The Cockpit, una sátira sobre peleas de gallos. La pelea de gallos fue alguna vez un tema importante en el arte. La pintura "Pelea de gallos" de Jean-Léon Gérôme y la estatua "Winner of the Cockfight" de Alexandre Falguière, ambas en el Musée d'Orsay, son ejemplos notables, aunque en estos casos se hace más énfasis en la desnudez de los cuerpos de los dueños de las aves, que en la pelea de estas últimas.
Este término también es usado en hip hop, refiriéndose a la competición llevada a cabo entre dos MC que se van turnando en rimar durante un período. Una vez han acabado los dos participantes, el público o algún jurado elige al que creen que lo ha hecho mejor, siendo el ganador de la batalla. En muchas ocasiones, el ganador pasa a la siguiente ronda de un campeonato, habiendo competiciones a nivel nacional.
En la literatura peruana, hay un cuento de Abraham Valdelomar sobre las peripecias de un gallo de pelea, "El Caballero Carmelo", tratado cariñosamente como un familiar más de la casa del vate y narrador iqueño. Chabuca Granda escribió la canción "El gallo camarón", de la que dijera "No vi riñas de gallos. Por lo tanto me es difícil seguir una y comprenderla. La hice desde la voz del alma de 'Camarón', podría decirse en primera persona", así que paulatinamente la pelea de gallos es vista por algunos países como un bien y en otros com un mal.[cita requerida]
Juan S. Garrido, músico chileno-mexicano, compuso "Pelea de gallos", acerca de las que se organizan tradicionalmente en la Feria de San Marcos.[cita requerida]

## Enlaces de interés
- https://www.elsoldemexico.com.mx/cultura/pelea-de-gallos-entre-patrimonio-cultural-y-la-violencia-10050246.html
- https://heraldodemexico.com.mx/nacional/2023/6/6/peleas-de-gallos-como-se-hacen-donde-son-ilegales-todo-lo-que-hay-detras-delespectaculo-511723.html
- https://www.telemundo.com/shows/al-rojo-vivo/peleas-de-gallos-siguen-generando-controversia-en-mexico-rcna119566
- https://www.senado.gob.mx/65/gaceta_comision_permanente/documento/73123
- https://animalpolitico.com/sociedad/protestas-contra-prohibicion-peleas-gallos-mexico-cdmx
- https://www.elsoldecuernavaca.com.mx/local/tradicion-y-controversia-las-peleas-de-gallos-en-morelos-10051507.html
- https://www.excelsior.com.mx/comunidad/congreso-cdmx-prohibe-promuevan-peleas-de-gallos-perros-o-cualquier-animal-no-humano
- https://www.eluniversal.com.mx/metropoli/aprueba-congreso-cdmx-la-prohibicion-de-pelea-de-gallos-y-la-eutanasia-de-mascotas-si-tienen-lesiones-inatendibles/
- https://www.elsoldelcentro.com.mx/doble-via/la-tradicion-de-las-peleas-de-gallos-9937020.html